# Ka'ba-ye Zartosht
De Ka'ba-ye Zartosht of de Kaäba van de Zoroastriërs (ook wel gespeld als: Kaba-ye Zardusht, Kaba-ye Zardosht , Perzisch: کعبه زرتشت), is een kubusvorming bouwwerk uit de 5e eeuw v. Chr. gelegen bij Naqsh-e Rustam, een archeologische vindplaats vlak bij Persepolis. Kaäba betekent overigens kubus. 
Dit raadselachtige bouwwerk stamt uit de tijd van de dynastie van de Achaemeniden. Het is niet bekend waarvoor het bouwwerk is gemaakt. Er zijn wel verschillende theorieën hierover: mogelijk was het bibliotheek, een Zoroastrische vuurtempel (al ontbreekt een schoorsteen), een militair bouwwerk of een grafmonument. 
Sjah Sjapoer I (241-272) liet na zijn overwinningen op de Romeinen op het bouwwerk inscripties aanbrengen in drie talen : Oudgrieks, Middel-Perzisch en het Parthisch. De inscripties worden soms aangeduid met Res Gestae Divi Saporis.